# Gymnopternus sharpi
Gymnopternus sharpi är en tvåvingeart som beskrevs av Robinson 1964. Gymnopternus sharpi ingår i släktet Gymnopternus och familjen styltflugor.
Artens utbredningsområde är Tennessee. Inga underarter finns listade i Catalogue of Life.